# Angiostrongylóza

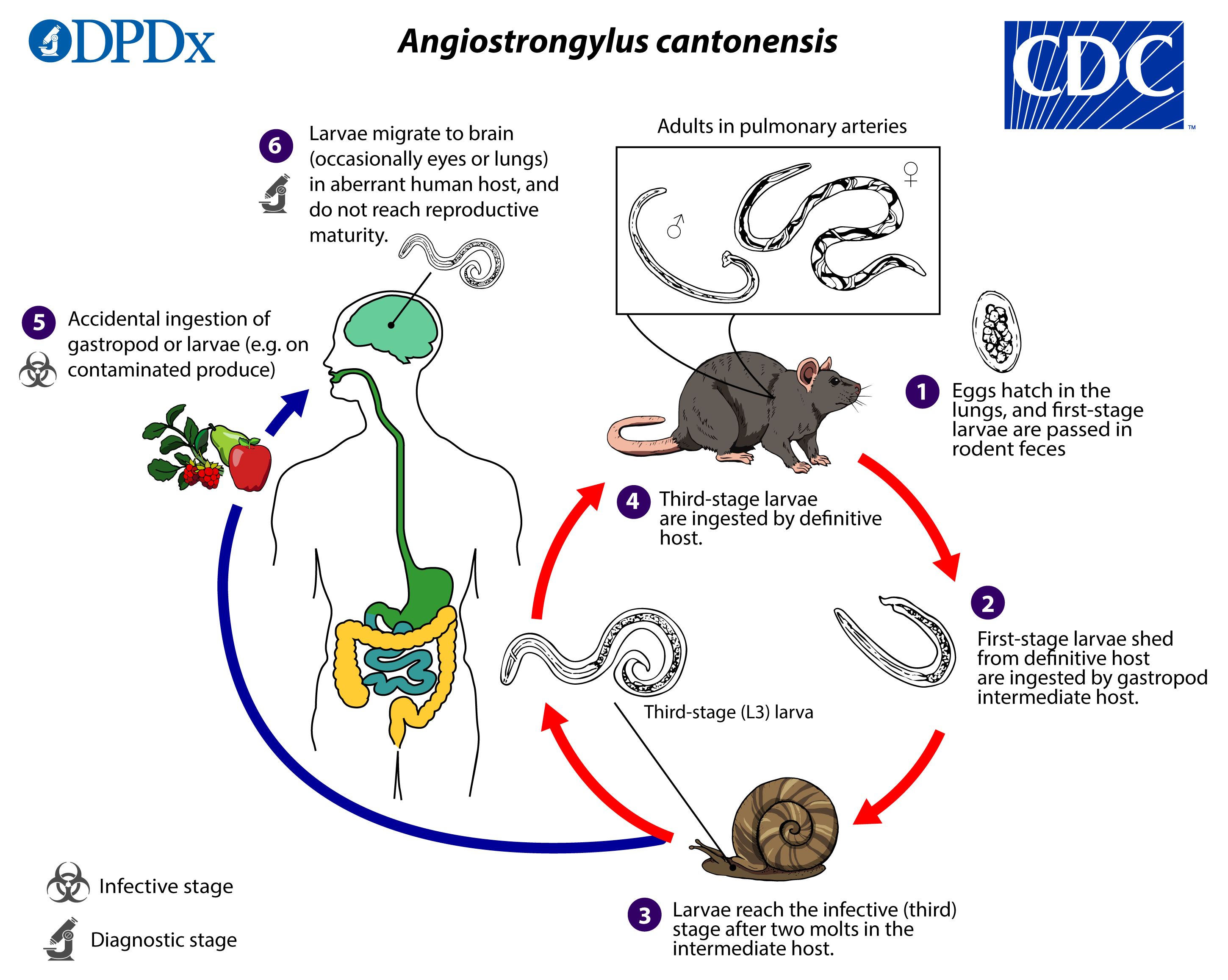
Životní cyklus A. cantonensis

Angiostrongylóza je infekční onemocnění způsobené hlístice rodu Angiostrongylus.

## Geografické rozšíření
Hlístice se vyskytují hlavně v subtropických a tropických oblastech. Pro lidi nebezpečné druhy se vyskytují především v Asii.
O mnoha druzích angiostrogylů existují jenom lokální zprávy. To naznačuje, že i jimi způsobené podtypy angiostrolózy jsou pouze lokálními záležitostmi. Neplatí to však zdaleka pro všechny druhy: A. cantonensis, A. costaricensis, A. dujardini, A. mackerrasae, A. malaysiensis a A. vasorum se vyskytují na velkých územích.
Co se týče A. cantonensis, hojného v jihovýchodní Asii a okolo Tichomořské pánve, odhaduje se, že je jím nakaženo 88% místních obyvatel. Ve většině případů se ale jedná o asymptomatickou nákazu.
Kvůli globalizaci obchodu a rostoucí popularitě východoasijských destinací mezi turisty se však stává celosvětovou hrozbou. Na obchodní i turistické lodě se totiž často dostanou krysy, hlavní hostitelé této Hlístice, nebo její mezihostitelští hlemýždi. Je již dokonce zaznamenáno šíření. Původně čínská hlístice se s krysami dostala do Austrálie, odkud následně pronikla na západní polokouli. V těchto regionech se totiž běžně vyskytují příbuzní tradičního mezihostitele, šneci rodů Achatina, Biomphlalaria a Bulinus, a tak se tady parazitovi se zde daří.
Řád Achantina je navíc často chován jako domácí mazlíček. V Brazílii byla hlístice rovněž nalezena ve šnekovi Helix aspersa, který je konzumován ve francouzských restauracích.  V obou případech se tak lidé vystavují riziku nákazy.

### Angiostrongyliatida mimo Asii
A. cantonensis je nejčastější příčinou eozinofilní meningitidy v Thajsku a Číně, méně často v Austrálii. Ačkoli je většina závažných případů hlášeno právě v Asii, pár případů bylo zaznamenáno i v New Orleans a Egyptě, kam byly zavlečeni přenašeči. 
Případy angiostrongylózy jsou známy také z Karibiku a Jižní Ameriky, kde bývají způsobeny hlísticí Angiostrongylus costaricensis.
Přímo asijské Hlístice jsou problém hlavně v Brazílii. Mezi lety 2006 a 2014 se zde léčilo s angiostrongylózou 34 pacientů, jeden zemřel. Problém je, že místní lékaři jsou s existencí nemoci málo obeznámeni a často ji diagnostikují jako bakteriální, nebo virovou nákazu.

### Evropské případy
Od roku 1988 bylo v Evropě nahlášeno 22 případů: 9 ve Francii, 3 v Německu, 3 ve Švýcarsku, 2 v Nizozemí a po jednom v Chorvatsku, Španělsku, Belgii a Anglii. Vyjma jediného případu měli všichni pacienti cestovatelskou anamnézu, většina z nich navštívila Francouzskou Polynésii, Malajsii, nebo Filipíny. Jeden z pacientů si však nemoc přivezl z Austrálie a druhý z Kuby.
Z těchto lidí se 17 plně uzdravilo, třem zůstaly kožní skvrny a jednomu bolesti hlavy. Zemřela pouze jedna pacientka a to v roce 1998. Jednalo se o jedenáctiměsíční holčičku, která přicestovala z Kuby. Hospitalizována byla ve vážném stavu meningitidy, respektive s horečkami a parézou, a zemřela dříve, než byla stanovena přesná diagnóza. Hlístice odhalila až pitva.
Je pozoruhodné, že současná evropská ohniska výskytu A. cantonensis jsou ostrovy. Ty se totiž vyznačují endemisem a teoreticky by se zde mělo parazitům dařit hůře kvůli nedostatku vhodných hostitelů a mezihostitelů. V současné době jsou ovšem krysy zavlečené na prakticky všechny evropské ostrovy, což šíření parazitů napomáhá.
Problematické zde také do budoucna bude, že středomořská kuchyně zahrnuje jak syrovou zeleninu, tak hlemýždě. Ti se v tomto regionu sice podávají vaření a vysoká teplota larvy i vajíčka hlístic zabíjí, ovšem sociální alarm může mít negativní dopad na místní helikulurní průmysl.

## Nákaza
K infekci Hlísticí dochází po požití tepelně neupraveného masa mezihostitele, přesněji larev třetího larválního stádia L3.  Není výjimkou, že se lidé nakazí také snědením nemytého salátu, ovoce, nebo zeleniny. Stejně tak se lze nakazit vypitím vody s larvami.
Protože je mezihostitel často uloven živočichem, který není cílovým hostitelem, lze se nakazit i konzumací náhodného organismu, který v danou chvíli figuruje jako transportní, nebo paratenický hostitel, ve kterém Hlístice čeká, zda nebude alespoň ten zkonzumován hostitelem cílovým.

## Symptomy
Symptomy se liší podle druhu Hlístice a podle stavu pacientovy imunity od prakticky žádných až po meningitidu.
Infekce se v akutní fázi projevuje bolestmi břicha, zvracením, horečkou a celkovým pocitem slabosti. Příznaky postupně ustupují a nadchází chronická fáze, kdy Hlístice nereverzibilně poškozuje nervový systém. Tuto fázi provází silné bolesti hlavy, migrény a ztuhlost šíje.
Infekce plicních alveol vede k náhradě plicní tkáně uzlíky s larvičkami či vajíčky. Tepenná infekce způsobuje hypertrofii žil a cév, které se takto reagují na zvětšující se objem uvnitř. Postižení nervové tkáně vede k lokálnímu zánětu. Ten se obecně nejčastěji rozvíjí okolo uhynulých larviček, nebo poškozených vajíček a někdy vznikne v tomto místě bulka ztvrdlé tkáně. 
Pokud jsou v organismu nevylíhnutá vajíčka, často se usazují ve stěně střev, žaludku, občas cév.
Pokusy s infikováním krys různě velkými dávkami larev ukázaly, že bez ohledu na druh Hlístice, jsou malé dávky (okolo 20 larev) organismem vcelku dobře tolerovány. Větší dávky (50 až 1500 larev) naproti tomu vedou ke zvýšenému počtu eozinofilů v krvi a ke klinickým příznakům, v některých případech dokonce k úhynu. 

### Nákaza Hlísticí Angiostrongylus cantonensis
Hlístice Angiostrongylus cantonensis (plicník krysí), se nemůže v lidech množit, ale může způsobit onemocnění. Nákaza je nejčastější příčinou eozinofilní meningitidy nebo meningoencefalitidy.
Hlístice se do organismu dostává po požití syrových hlemýžďů, vzácněji konzumací nemytého ovoce a zeleniny. Nákaza často odezní bez příznaků, nebo se obejde bez vážných následků, ale pokud je infekční dávka velká, může infekce vyústit v trvalé poškození nervového systému, které v některých případech končí smrtí.

#### Inkubační doba
Inkubační doba onemocnění u lidí se pohybuje v rozmezí 1 týdne až 1 měsíce. Vzácně může trvat až 47 dní. Doba je takto variabilní, protože lidé nejsou cíloví hostitelé a neposkytují Hlístici ideální prostředí pro vývoj, proto její životní cyklus pokračuje nepředvídatelně a trvá pokaždé jinak dlouho. 

#### Infekce nervové soustavy
Prvním příznakem, že Hlístice napadly nervový systém, je neuropatická bolest, mírná dezorientace a zhoršení kognitivních schopností. Ve vážných případech pacienti padají do bezvědomí. Jak nemoc postupuje, dochází k celkové slabosti organismu, areflexii, obrně hlavových nervů, kvadrupéze a selhání respiračního systému.
Včasné zahájení léčby může šíření Hlístice organismem zastavit. Pokud ale k podchycení dojde pozdě, pacientům mnohdy zůstanou trvalé následky. Může jít o poškození CNS, nebo i jiné tkáně, ve které pak pacienti pociťují chronickou bolest.

#### Infekce očí
Do očí pronikají larvy hlístic a zůstávají se v komorové vodě. To je doprovázeno zhoršením zraku, lokální bolestivostí, keratitidou a edémem sítnic. V některých případech lze larvy chirurgicky odstranit.

## Diagnostika
Diagnostika je komplikovaná. Přítomnost larev se často podaří odhalit až po propuknutí eozinofilní meningitidy. Příležitostně se podaří identifikovat Hlístice při odběru mozkomíšního moku. [5] Univerzálním identifikátorem nákazy helminty je zvýšené množství eozinofilů, ovšem to samo o sobě nesvědčí nic o konkrétním parazitovi.

### Sérologie
U pacientů se zvýšenými eozinofily a s podezřením na angionstrogilózu lze k potvrzení použít sérologické vyšetření. Nevýhodou je, takové testy lze provést jenom ve specializovaných laboratořích, kterých v centru nákazy není mnoho. Výsledky jsou navíc často nespecifické.

### Lumbální punkce
Při meningitidě se často provádí lumbální punkce. Protože Hlístice mají tendenci ulpívat na nervových zakončeních, někdy se je podaří se při zákroku odebrat s tekutinou.

### Snímání mozku
CT a MRI vyšetření často odhalí mozkové léze, respektive poškozenou šedou i bílou hmotu. Aby však takové poškození bylo patrné, musí být již nákaza v pokročilém stádiu, kdy již hlístice nevratně poškodilo nervovou soustavu. Opět se nejedná o vyšetření, které přesně určí parazita. Diagnostickou hodnotu také má přítomnost krvácení, které způsobují migrující červi.

## Léčba
Přesný postup léčby není stanoven. Obvykle se léčba skládá z kombinace podávání antiparazitik pro usmrcení hlístic, imunosupresivních steroidů pro zmírnění zánětu a léků proti bolesti pro zmírnění příznaků meningitidy.

### Anthelmintika
K hubení hlístic se podávají pacientům anthelmintika. Často albendazol, mebendazol a pyrantel. Ta však v některých případech vedou ke zhoršení klinických projevů, protože umírající červy produkují toxiny. 

### Protizánětlivé léky
Aby se snížilo riziko, že umírající červi vyvolají zánět, podávají se pacientům protizánětlivé léky na bázi kortikosteroidů. Díky tomu se významně zkracuje průběh onemocnění a bolestí hlavy.

### Léčba symptomů
Léčba spočívá také v podávání různých léků na zmírnění individuálních symptomů. Může se jednat o průjmy, horečky, nebo atrofii.

## Prevence
Momentálně nejsou k dispozici vakcíny proti angiostrongylóze, ani se na jejich vývoji nepracuje.
Přesto se Světová zdravotnická organizace a místní neziskové organizace snaží zabránit šíření tohoto onemocnění. Mezi hlavní strategie patří omezení kontaktu lidí s vektory, což zahrnuje omezení vstupu lidí do rizikových oblastí, hubení mezihostitelů a snaha zabránit mezihostitelům a hostitelům osidlovat další území.
Mezi preventivní doporučení v případě A. cantonensis patří:
- Vyhýbat se konzumaci tepelně neupravených vektorů, jako jsou hlemýždi a sladkovodní krevety
- Vyhýbat se pití vody z otevřených zdrojů, která by mohla být kontaminována vektory, nebo larvami.
- Zabránit dětem, aby si hrály s živými šneky.

## Angiostrongylóza u zvířat
K nákaze zvířete A. cantonensis došlo v USA. Jsou známy hlavně případy infikovaných primátů, ale nakazil se už i kůň, lemur a vačice.
V Austrálii byly odhaleny případy nakažených ptáků, hlavně pěvců.
Angiostrongylóza se vyskytuje i u zvířat v jiných částech světa, jedná se však o ojedinělé případy a dochází k nich hlavně v zoologických zahradách. 